# Aide au stationnement
L'aide au stationnement désigne tout dispositif à même d'assister le conducteur lorsqu'il veut stationner son véhicule.

## Description
Selon le véhicule l'aide au stationnement peut être :
- une caméra de recul assistant le conducteur dans sa manœuvre[Note 1];
- un radar de recul indiquant au conducteur[Note 2] s'il approche d'un obstacle (matériel ou piéton) ;
- un système de stationnement automatique.